# Дюла Баґі
Дюла Баґі, або Дюла Багі, (угор. Baghy Gyula; 1891, Сегед — 1967, Будапешт) — угорський есперанто письменник, автор низки великих есперантських романів, редактор низки літературних часописів.

## Біографія
Захопився міжнародною мовою ще 1911 році, активно пропагував її серед військовополонених у Сибіру після Першої світової війни, у повоєнні роки цілком присвятив себе рухові есперантистів як викладач есперанто.
Віктор Паюк переклав з есперанто на українську оповідання Дюла Баґі «Столиця голодує» (1927 р.), що було опубліковано у № 3/4 журналу «Всесвіт» 2007 року. Оповідання є частиною збірки есп. «Dancu, marionetoj!" (Танцюйте, ляльки), яка вважається першою серйозною збіркою, написаною мовою есперанто.
Поезію українською мовою перекладали Петро Тимочко, Петро Паливода.